# Huancano (distrito)
Huancano é um distrito do Peru, departamento de Ica, localizada na província de Pisco.

## Transporte
O distrito de Huancano é servido pela seguinte rodovia:
- PE-28D, que liga o distrito à cidade de Huancavelica (Região de Huancavelica)
- PE-28A, que liga o distrito de San Clemente à cidade de Ayacucho (Região de Ayacucho) [1][2][3]